# Madridanos
Madridanos ist ein nordwestspanischer Ort und eine Gemeinde (municipio) mit 453 Einwohnern (Stand: 2024) im Süden der Provinz Zamora in der Autonomen Gemeinschaft Kastilien-León.

## Lage und Klima
Der Ort Madridanos liegt ca. 2 km südlich des Duero am westlichen Rand der Kastilischen Hochebene (Meseta Iberica) in einer Höhe von ca. 660 m. Die Provinzhauptstadt Zamora ist etwa 15 km (Fahrtstrecke) in westlicher Richtung entfernt; bis nach Salamanca sind es gut 70 km in südlicher Richtung. Das gemäßigte Kontinentalklima wird nur selten vom Atlantik beeinflusst; Regen (ca. 485 mm/Jahr) fällt vorwiegend im Winterhalbjahr.

## Bevölkerungsentwicklung
| Jahr      | 1857 | 1900 | 1950 | 2000 | 2020 |
| Einwohner | 764  | 1251 | 1091 | 566  | 452  |

Infolge der Mechanisierung der Landwirtschaft, der Aufgabe von bäuerlichen Kleinbetrieben („Höfesterben“) und der daraus resultierenden Arbeitslosigkeit auf dem Lande ist die Einwohnerzahl des Ortes seit Beginn des 20. Jahrhunderts deutlich zurückgegangen; eine Erholung ist trotz der relativen Nähe zur Provinzhauptstadt Zamora nicht festzustellen. Zur Gemeinde gehört auch der nur noch ca. 20 Einwohner zählende Weiler Bamba.

## Wirtschaft
Die Feldwirtschaft, der Weinbau sowie die Zucht von Rindern, Schafen und Ziegen spielen traditionell die größte Rolle im Wirtschaftsleben der Gemeinde. Daneben fungierte der Ort bereits im Mittelalter als Handels-, Handwerks- und Dienstleistungszentrum für die – inzwischen weitestgehend aufgegebenen – Weiler (pedanías) und Einzelgehöfte (fincas) der Region.

## Geschichte
In vorrömischer Zeit siedelten in der Region Stammesgruppen vom keltischen Volk der Vettonen, die von den Römern im Jahre 193 v. Chr. unterworfen wurden. Aus römischer, westgotischer und islamischer Zeit sind ansonsten nur wenige Funde bekannt. Die Rückeroberung (reconquista) der dünn besiedelten und abgelegenen Gebiete durch das Königreich León im 10. und 11. Jahrhundert verlief wahrscheinlich weitgehend kampflos; danach begann eine Zeit der Wieder- – oder besser – Neubesiedlung (repoblación).

## Sehenswürdigkeiten

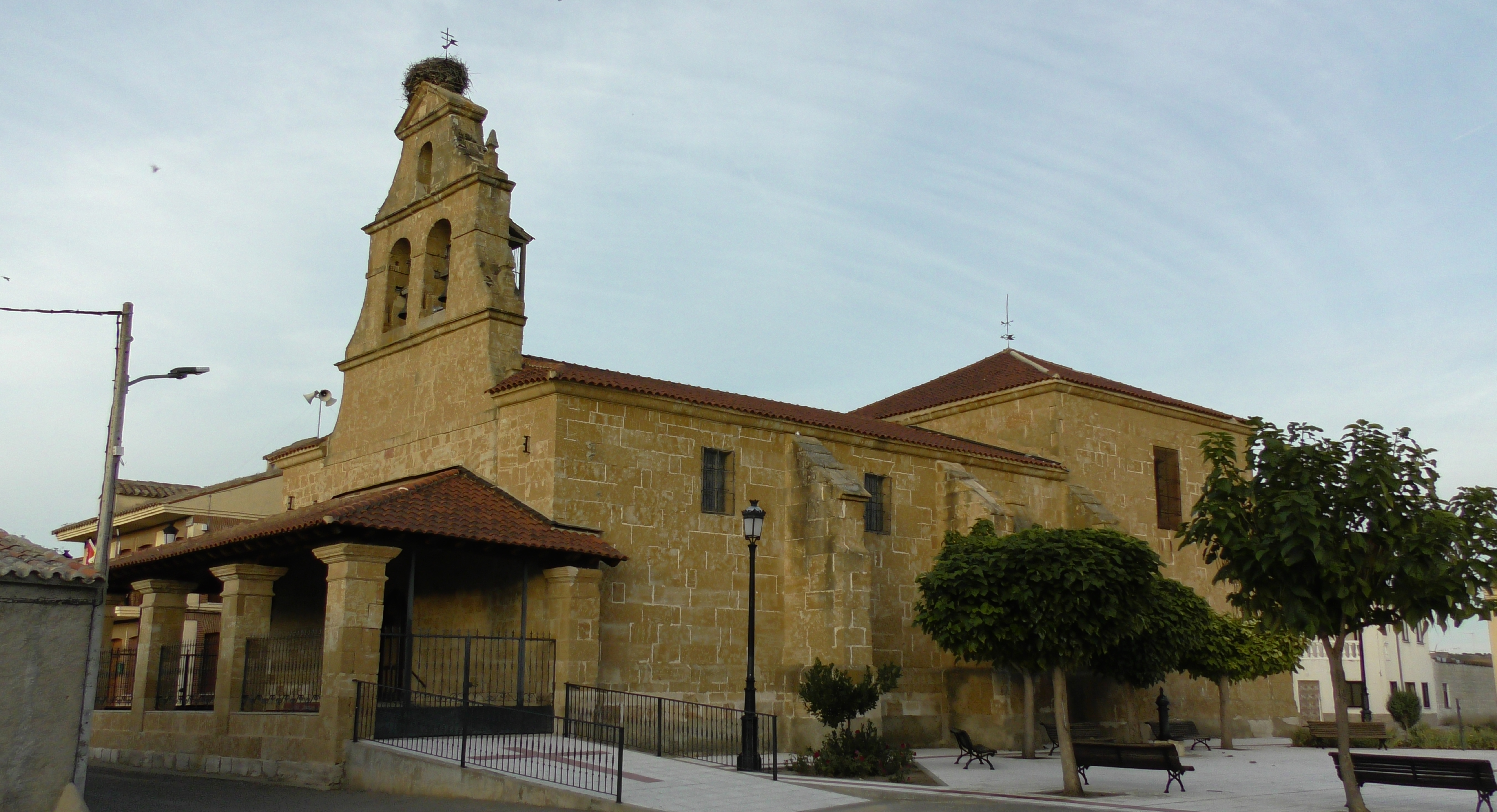
Madridanos – Iglesia de San Esteban

- Die einschiffige Iglesia de San Esteban ist aus exakt behauenen Werksteinen errichtet; sie entstand in ihrer heutigen Form an der Stelle eines Vorgängerbaus im 16. Jahrhundert im Stil der Gotik. Der Glockengiebel (espadaña) über der weitgehend schmucklosen Westfassade wie auch der allseitig offene Portikus wurden im 17./18. Jahrhundert hinzugefügt. Der – wie in der Region üblich – gegenüber dem Langhaus leicht erhöhte Chorbereich bewahrt einen der üppigsten spätbarocken (churrigueresken) Schnitzaltäre der Region.

Umgebung
- Etwa 5 km südlich des Ortes befindet sich ein ca. 100 m hoher Hügel (El Viso de Bamba), auf dem einst eine eisenzeitliche, später keltische Festung erbaut wurde.